# Creoleon plumbeus
Creoleon plumbeus – ponto-medyteranejski, ekspansywny gatunek sieciarki z rodziny mrówkolwowatych (Myrmeleontidae). Występuje w południowo-wschodniej Europie (od Węgier na zachodzie i południowych obszarów dawnej Czechosłowacji po Włochy i Turcję) oraz w zachodniej Azji (po Iran, Afganistan i południową Rosję). W związku z ocieplaniem klimatu jego zasięg przesuwa się na północ. Pod koniec XX wieku stwierdzono jego obecność w Polsce. 
Na terenie Europy osobniki dorosłe pojawiają się od maja do października (Aspöck et al., 1980).